# Coussarea cephaeloides
Coussarea cephaeloides är en måreväxtart som beskrevs av Charlotte M. Taylor. Coussarea cephaeloides ingår i släktet Coussarea och familjen måreväxter. Inga underarter finns listade i Catalogue of Life.